# Francisco Fábregas Monegal
Francisco "Kiko" Fábregas Monegal, nacido el 14 de octubre de 1977 en Barcelona (Cataluña, España), es un exjugador de hockey sobre hierba español que jugaba de centrocampista. Es hijo de Francisco Fábregas Bosch y sobrino de Jorge Fábregas Bosch y  Eduardo Fábregas Bosch, todos ellos internacionales por España.

## Participaciones en Juegos Olímpicos
- Sídney 2000, puesto 9.
- Atenas 2004, puesto 4.
- Pekín 2008, plata olímpica.